# Мала Кульша
Мала Кульша́ (рос. Малая Кульша, марій. Ошкуп) — присілок у складі Сернурського району Марій Ел, Росія. Входить до складу Кукнурського сільського поселення.

## Населення
Населення — 31 особа (2010; 36 у 2002).
Національний склад (станом на 2002 рік):
- марі — 100 %